# Rhipidomys gardneri
Rhipidomys gardneri és una espècie de mamífer rosegador de la família dels cricètids. Viu al Perú i el Brasil. Es tracta d'un animal arborícola. El seu hàbitat natural són els boscos perennifolis de plana sense pertorbar, tot i que també se l'ha trobat en boscos pertorbats. Es creu que no hi ha cap amenaça significativa per a la supervivència d'aquesta espècie, malgrat que en el futur podria ser afectada per la desforestació.